# Lista de prefeitos de Canarana
Esta é a lista de prefeitos do município de Canarana, estado brasileiro da Bahia.
| Nº | Nome                                                             | Imagem                                           | Partido                                                | Vice-Prefeito                                       | Início do mandato      | Fim do mandato                           | Observações                                                      |
| 1  | Manoel Messias Gunes de Andrade (Barro Alto, século XX)          |                                                  | Partido Republicano PR                                 |                                                     | 1963                   | 1966                                     | Prefeito eleito por voto direto.                                 |
| 2  | Odacir Costa dos Santos (Paz de Salobro, Canarana, século XX)    |                                                  | Aliança Renovadora Nacional ARENA                      |                                                     | 31 de janeiro de 1967  | 30 de janeiro de 1971                    | Prefeito eleito por voto direto no contexto da ditadura militar. |
| 3  | Manoel Francisco de Paula (Souto Soares, século XX)              |                                                  | Aliança Renovadora Nacional ARENA                      |                                                     | 31 de janeiro de 1971  | 30 de janeiro de 1973                    | Prefeito eleito por voto direto no contexto da ditadura militar. |
| 4  | Odacir Costa dos Santos (Paz de Salobro, Canarana, século XX)    |                                                  | Aliança Renovadora Nacional ARENA                      |                                                     | 31 de janeiro de 1973  | 1976                                     | Prefeito eleito por voto direto no contexto da ditadura militar. |
| 5  | João Pedro de Souza Santos (Paz de Salobro, Canarana, século XX) |                                                  | Aliança Renovadora Nacional ARENA                      |                                                     | 1977                   | 1982                                     | Prefeito eleito por voto direto no contexto da ditadura militar. |
| 6  | Videval Seixas Dourado (Barro Alto, século XX)                   |                                                  | Partido Democrático Social PDS                         |                                                     | 1983                   | 31 de dezembro de 1988                   | Último prefeito eleito durante a ditadura militar.               |
| 7  | Cláudio Felix de Sá (Umburana do Querer, Canarana, século XX)    |                                                  | Partido Democrático Social PDS                         |                                                     | 1° de janeiro de 1989  | 31 de dezembro de 1992                   | Prefeito eleito em 1988 em sufrágio universal.                   |
| 8  | Videval Seixas Dourado (Barro Alto, século XX)                   |                                                  | Partido da Frente Liberal PFL                          |                                                     | 1° de janeiro de 1993  | 31 de dezembro de 1996                   | Prefeito eleito em 1992 em sufrágio universal.                   |
| 9  | Eráclio de Souza Santos (Paz de Salobro, Canarana, séc.XX–2020)  |                                                  | Partido Democrático Trabalhista PDT                    | Antonio Raimundo Alves Pereira                      | 1° de janeiro de 1997  | 31 de dezembro de 2000                   | Prefeito eleito em sufrágio universal.                           |
| 10 | Antonio Costa dos Santos (Paz de Salobro, Canarana, século XX–)  |                                                  | Partido Liberal PL                                     | Walter Seixas de Almeida                            | 1° de janeiro de 2001  | 31 de dezembro de 2004                   | Prefeito eleito em sufrágio universal.                           |
| 11 | Ezenivaldo Alves Dourado "Zeni" (Ibititá, 19.03.1955–)           |                                                  | Progressistas PP                                       | Dario Martins de Souza (PSC)                        | 1° de janeiro de 2005  | 31 de dezembro de 2008                   | Prefeito eleito em sufrágio universal.                           |
| 11 | Ezenivaldo Alves Dourado "Zeni" (Ibititá, 19.03.1955–)           | Partido do Movimento Democrático Brasileiro PMDB | Danilo Martins de Souza (PR)                           | 1° de janeiro de 2009                               | 31 de dezembro de 2012 | Prefeito reeleito em sufrágio universal. |                                                                  |
| 12 | Reinan Oliveira Santos (Morro do Chapéu, 05.09.1970–)            |                                                  | Partido dos Trabalhadores PT                           | Euvaldo Ribeiro de Novaes "Vado" (PSB)              | 1° de janeiro de 2013  | 31 de dezembro de 2016                   | Prefeito eleito em sufrágio universal.                           |
| 13 | Ezenivaldo Alves Dourado "Zeni" (Ibititá, 19.03.1955–)           |                                                  | Partido da República PR                                | Reinilton de Sousa Santos "Reiniltinho" (PR)        | 1° de janeiro de 2017  | 31 de dezembro de 2020                   | Prefeito eleito em sufrágio universal.                           |
| 13 | Ezenivaldo Alves Dourado "Zeni" (Ibititá, 19.03.1955–)           | Partido Liberal PL                               | Wagner Roberto Andrade de Souza "Wagner de Tiano" (PP) | 1° de janeiro de 2021                               | 31 de dezembro de 2024 | Prefeito reeleito em sufrágio universal. |                                                                  |
| 14 | Marleide Oliveira                                                |                                                  | Partido dos Trabalhadores PT                           | Erito de Sousa Queiroz Jr "Júnior de Queiroz" (MDB) | 1° de janeiro de 2025  | Atualidade                               | Prefeita eleita em sufrágio universal.                           |